# Peter Kox

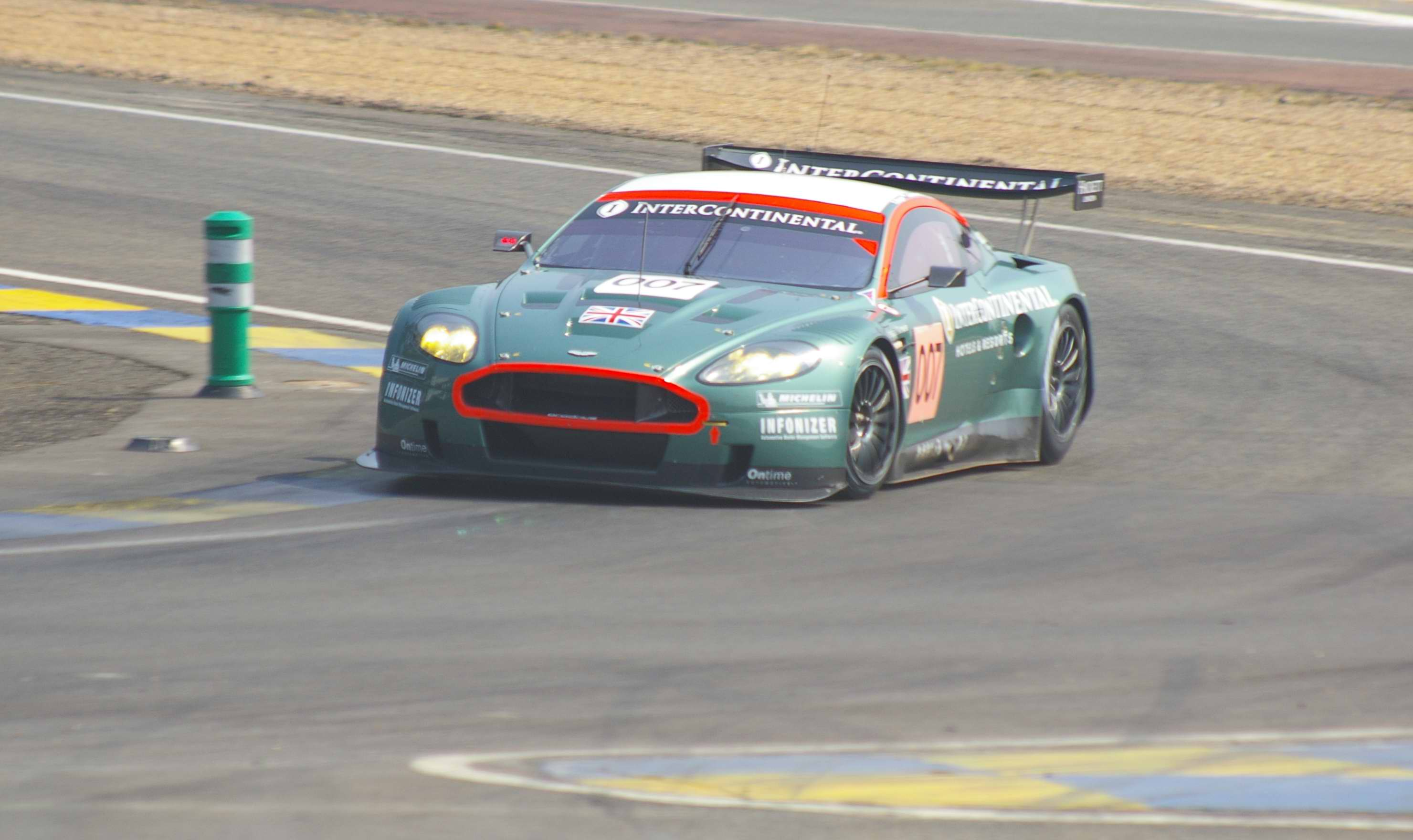
Der Aston Martin DBR9 von Kox/Enge/Herbert 2007 in Le Mans

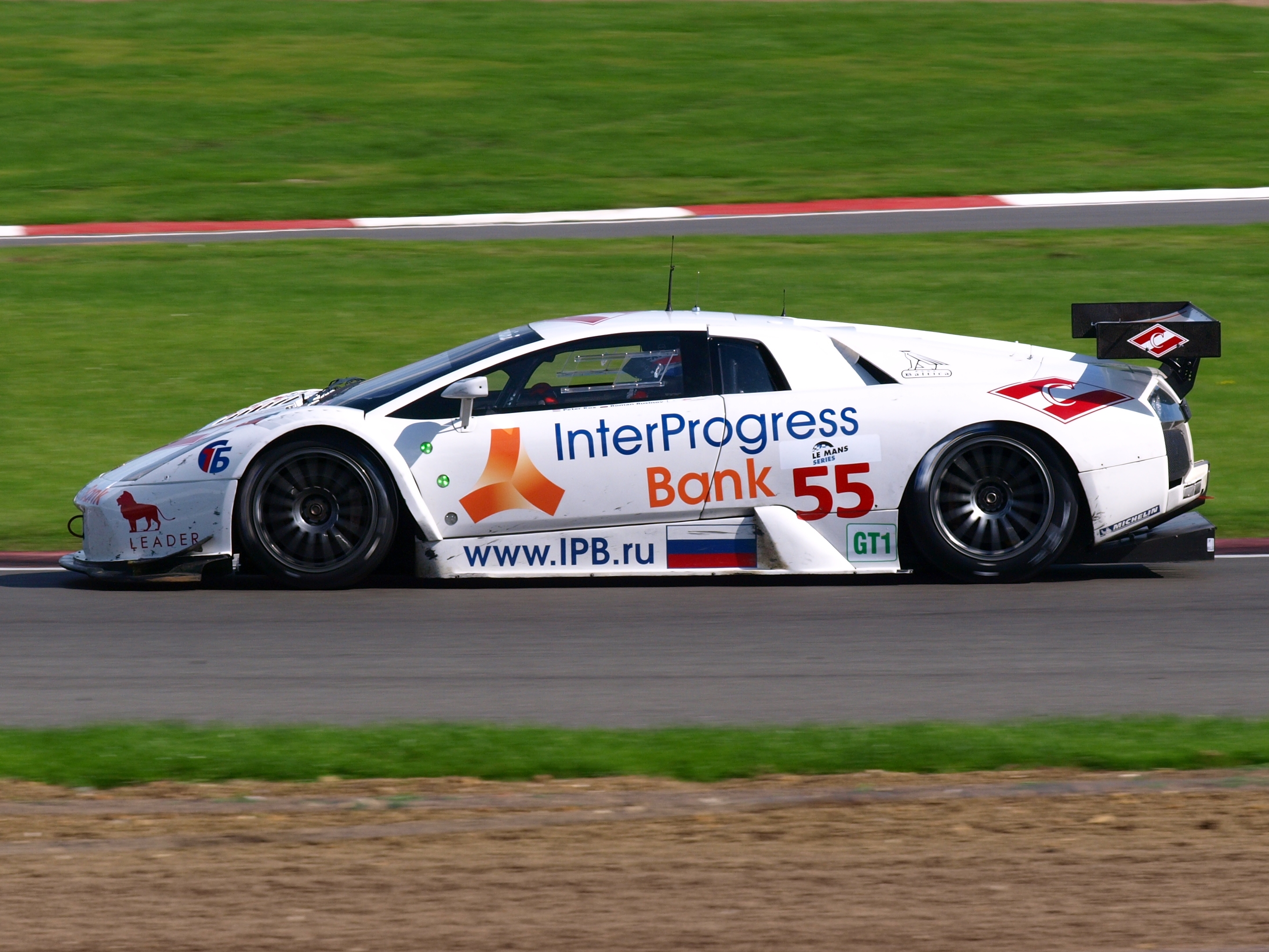
Peter Kox im Lamborghini Murciélago R-GT beim 1000-km-Rennen von Silverstone 2008

Petrus Dionysius Lambertus Theodorus „Peter“ Kox (* 23. Februar 1964 in Eindhoven) ist ein ehemaliger niederländischer Automobilrennfahrer.

## Karriere
Peter Kox begann seine Karriere, wie so viele Rennfahrer, im Kartsport. Bis 1982 konnte er fünf Titel in dieser Motorsportformel erringen. 1983 wechselte er zu den Rennfahrzeugen und gewann die Gesamtwertung der internationalen Formel-Ford-Meisterschaft. 1989 sicherte er sich die Gesamtwertung der in den Benelux-Staaten ausgefahrenen Formel-Opel-Meisterschaft.
Über die britische Formel-3-Meisterschaft (1990 Dritter in der Gesamtwertung) kam der Niederländer 1991 in die Formel 3000. Er fuhr zwei Saisons in dieser Rennserie und konnte einen Rennsieg feiern. Den erhofften Sprung in die Formel 1 schaffte er jedoch nicht. Daraufhin begann er eine Karriere als Touren- und Sportwagenpiloten aufzubauen.
Nach zwei Jahren in der niederländischen Tourenwagen-Meisterschaft wurde Kox Werksfahrer bei BMW. 1995 wurde er Gesamtzweiter im Super Tourenwagen Cup und gewann das 24-Stunden-Rennen von Spa-Francorchamps. 1996 wechselte er in die britische Tourenwagen-Meisterschaft und bestritt Sportwagenrennen mit dem McLaren F1, der einen 12-Zylinder-Motor von BMW hatte. Er gab sein Debüt beim 24-Stunden-Rennen von Le Mans mit einem vierten Gesamtrang und schaffte ein Jahr später als Partner von Roberto Ravaglia und Eric Hélary mit dem dritten Gesamtrang seine beste Platzierung bei diesem Langstreckenrennen.
Nach dem Ende des BMW-Vertrages fuhr er Tourenwagenrennen für Honda und in Le Mans den Prodrive-Ferrari Maranello – mit einem Klassensieg 2003 –, den Aston Martin DBR9 und den Spyker C8.
In den 2010er-Jahren startete Kox auf einen Lamborghini Murciélago in der FIA-GT-Meisterschaft und in der ADAC-GT-Masters-Serie.

## Statistik

### Le-Mans-Ergebnisse
| Jahr | Team                        | Fahrzeug                    | Teamkollege      | Teamkollege            | Platzierung            | Ausfallgrund  |
| ---- | --------------------------- | --------------------------- | ---------------- | ---------------------- | ---------------------- | ------------- |
| 1996 | David Price Racing          | McLaren F1 GTR              | John Nielsen     | Thomas Bscher          | Rang 4                 |               |
| 1997 | BMW Team Schnitzer          | McLaren F1 GTR              | Roberto Ravaglia | Eric Hélary            | Rang 3                 |               |
| 1999 | Talkline Racing for Holland | Lola B98/10                 | Jan Lammers      | Tom Coronel            | Ausfall                | Motorschaden  |
| 2000 | Racing for Holland          | Lola B2K/10                 | Jan Lammers      | Tom Coronel            | Ausfall                | Reifenschaden |
| 2002 | Spyker Cars N. V.           | Spyker C8 Double-12R        | Norman Simon     | Hans Hugenholtz Junior | Ausfall                | Motorschaden  |
| 2003 | Veloqx Prodrive Racing      | Ferrari 550 GTS Maranello   | Tomáš Enge       | Jamie Davies           | Rang 9 und Klassensieg |               |
| 2004 | Prodrive Racing             | Ferrari 550 GTS Maranello   | Tomáš Enge       | Alain Menu             | Rang 11                |               |
| 2005 | Aston Martin Racing         | Aston Martin DBR9           | Tomáš Enge       | Pedro Lamy             | Ausfall                | Motorschaden  |
| 2006 | Convers MenX Team           | Ferrari 550 GTS Maranello   | Robert Pergl     | Alexey Vasilyev        | Ausfall                | Defekt        |
| 2007 | Aston Martin Racing         | Aston Martin DBR9           | Tomáš Enge       | Johnny Herbert         | Rang 9                 |               |
| 2008 | IPB Spartak Racing          | Lamborghini Murciélago R-GT | Mike Hezemans    | Roman Russinow         | nicht klassiert        |               |
| 2009 | Aston Martin Racing         | Lola-Aston Martin LMP1      | Stuart Hall      | Harold Primat          | Ausfall                | Motorschaden  |
| 2010 | Young Driver AMR            | Aston Martin DBR9           | Tomáš Enge       | Christoffer Nygaard    | Rang 22                |               |

### Sebring-Ergebnisse
| Jahr | Team                   | Fahrzeug              | Teamkollege    | Teamkollege            | Platzierung | Ausfallgrund     |
| ---- | ---------------------- | --------------------- | -------------- | ---------------------- | ----------- | ---------------- |
| 2002 | Spyker Squadron        | Spyker C8 Double 12R  | Derek Hill     | Hans Hugenholtz Junior | Ausfall     | Unfall           |
| 2003 | Veloqx Prodrive Racing | Ferrari 550 Maranello | Tomáš Enge     | Jamie Davies           | Ausfall     | Kupplungsschaden |
| 2005 | Aston Martin Racing    | Aston Martin DBR9     | Pedro Lamy     | Stéphane Sarrazin      | Rang 14     |                  |
| 2006 | Spyker Squadron        | Spyker C8 Spyder      | Donny Crevels  |                        | Rang 19     |                  |
| 2007 | Spyker Squadron        | Spyker C8             | Jaroslav Janiš |                        | Rang 23     |                  |